# Бишкуп, Петар
Петар «Вено» Бишкуп (хорв. Petar "Veno" Biškup, серб. Петар "Вено" Бишкуп; 4 марта 1918, Подгорцы — 28 апреля 1945, Пчелич) — югославский хорватский военный, партизан Народно-освободительной войны Югославии. Подполковник югославской армии, командовал 32-й загорской дивизией НОАЮ. Народный герой Югославии.

## Биография
Родился 4 марта 1918 в Подгорцах. Окончил начальную школу, учился в техникуме на маляра. В молодости вступил в рабочее движение. Член Коммунистической партии Югославии с 1937 года. Жил и работал в Загребе. В 1940 году призван в королевскую армию Югославии, встретил там Апрельскую войну. После капитуляции Югославии был мобилизован в усташскую армию, но бежал оттуда, узнав о преступлениях усташей против мирного населения.
В Загребе Бишкуп связался с руководством КПЮ и вступил в их ряды, начав организацию диверсий в Загребе. Участвовал в поджоге стадиона в квартале Сесвете (не имеет отношения к поджогу стадиона в Максимире). После поджога вступил в партизанские ряды и продолжил борьбу уже в ранге рядового бойца в окрестностях Загреба. После стычки с усташами отступил к Калнику и Билогоре, по прибытии на Билогору стал политруком Билогорской партизанской роты. В начале 1942 года прибыл в Славонию, где был назначен политруком батальона в 16-й молодёжной ударной бригаде имени Йожи Влаховича. В конце 1943 года «Вено», как прозвали Петара в партизанских рядах, был назначен сначала политруком, а затем и командиром 18-й славонской ударной бригады. В 1944 году в Загребской области принял обязанности командира 32-й загорской дивизии при 10-м загребском армейском корпусе. В конце войны его отряды сражались против объединённых сил немецких и хорватских войск.
28 апреля 1945 Петар Бишкуп, подполковник НОАЮ и командир 32-й загорской дивизии, погиб от пули снайпера, получив смертельное ранение в грудь и умерев по пути в госпиталь. Похоронен в Подравской-Слатине: на его могиле прощальную речь читал генерал-лейтенант НОАЮ, командир 3-й югославской армии Коста Надь. Позднее останки перенесены в Беловар на Старое кладбище.
14 декабря 1949 указом Президиума Народной Скупщины ФНРЮ посмертно награждён Орденом и званием Народного героя Югославии.